# 水の眠り灰の夢
『水の眠り灰の夢』（みずのねむり はいのゆめ）は、桐野夏生の小説。1995年10月に文藝春秋から単行本、1998年10月に文春文庫より刊行された。2016年4月には文藝春秋より新装版が出版されている。
調査探偵・村野ミロシリーズの第3作で、ミロの義父・村野善三を主人公とした番外編的な長編。

## 概要
村野ミロシリーズの主人公である村野ミロの義父で、村善こと村野善三の若かりし日を描いた作品である。ミロはほぼ登場しないが、ミロの出生と善三との関係が明かされる。善三のトップ屋時代と調査探偵を始めるまでの経緯が語られている。

## あらすじ
高度経済成長期の日本、東京。黎明期の週刊誌にトップ記事を量産する傭兵部隊トップ屋〈遠山プロ〉の一員として活躍する村野善三は、巻き込まれた地下鉄爆破事件が世間を騒がせている一連の連続爆弾魔・草加次郎事件と睨み、取材を始める。一方、家出した甥を連れ戻す際、一緒に保護した女子高生・タキが殺害され、村野は容疑者とされてしまう。村野は草加次郎事件と女子高生殺人事件の両方を追う。